# La Celle-sous-Chantemerle
La Celle-sous-Chantemerle és un municipi francès, situat al departament del Marne i a la regió del Gran Est. L'any 2007 tenia 160 habitants.

## Demografia

### Població
El 2007 la població de fet de La Celle-sous-Chantemerle era de 160 persones. Hi havia 67 famílies, de les quals 17 eren unipersonals (17 dones vivint soles i 17 dones vivint soles), 21 parelles sense fills i 29 parelles amb fills.
La població ha evolucionat segons el següent gràfic:
Habitants censats

### Habitatges
El 2007 hi havia 85 habitatges, 65 eren l'habitatge principal de la família, 13 eren segones residències i 7 estaven desocupats. Tots els 85 habitatges eren cases. Dels 65 habitatges principals, 61 estaven ocupats pels seus propietaris i 3 estaven cedits a títol gratuït; 5 tenien dues cambres, 10 en tenien tres, 11 en tenien quatre i 37 en tenien cinc o més. 54 habitatges disposaven pel capbaix d'una plaça de pàrquing. A 29 habitatges hi havia un automòbil i a 31 n'hi havia dos o més.

### Piràmide de població
La piràmide de població per edats i sexe el 2009 era:
| Homes | Edats   | Dones |
| ----- | ------- | ----- |
| 0     | 95 o +  | 0     |
| 0     | 90 a 94 | 0     |
| 0     | 85 a 89 | 0     |
| 0     | 80 a 84 | 0     |
| 0     | 75 a 79 | 4     |
| 4     | 70 a 74 | 0     |
| 12    | 65 a 69 | 4     |
| 0     | 60 a 64 | 12    |
| 0     | 55 a 59 | 0     |
| 8     | 50 a 54 | 4     |
| 4     | 45 a 49 | 8     |
| 16    | 40 a 44 | 0     |
| 4     | 35 a 39 | 12    |
| 0     | 30 a 34 | 4     |
| 12    | 25 a 29 | 0     |
| 4     | 20 a 24 | 8     |
| 12    | 15 a 19 | 0     |
| 4     | 10 a 14 | 4     |
| 0     | 5 a 9   | 4     |
| 0     | 0 a 4   | 0     |

## Economia
El 2007 la població en edat de treballar era de 93 persones, 77 eren actives i 16 eren inactives. De les 77 persones actives 74 estaven ocupades (45 homes i 29 dones) i 3 estaven aturades (1 home i 2 dones). De les 16 persones inactives 4 estaven jubilades, 3 estaven estudiant i 9 estaven classificades com a «altres inactius».

### Ingressos
El 2009 a La Celle-sous-Chantemerle hi havia 65 unitats fiscals que integraven 173,5 persones, la mediana anual d'ingressos fiscals per persona era de 22.351 €.

### Activitats econòmiques
Dels 6 establiments que hi havia el 2007, 4 eren d'empreses alimentàries, 1 d'una empresa de construcció i 1 d'una entitat de l'administració pública.
L'únic servei als particulars que hi havia el 2009 era un guixaire pintor.
L'any 2000 a La Celle-sous-Chantemerle hi havia 56 explotacions agrícoles que ocupaven un total de 580 hectàrees.

## Poblacions més properes
El següent diagrama mostra les poblacions més properes.